# Königlich Württembergisches Landjägerkorps

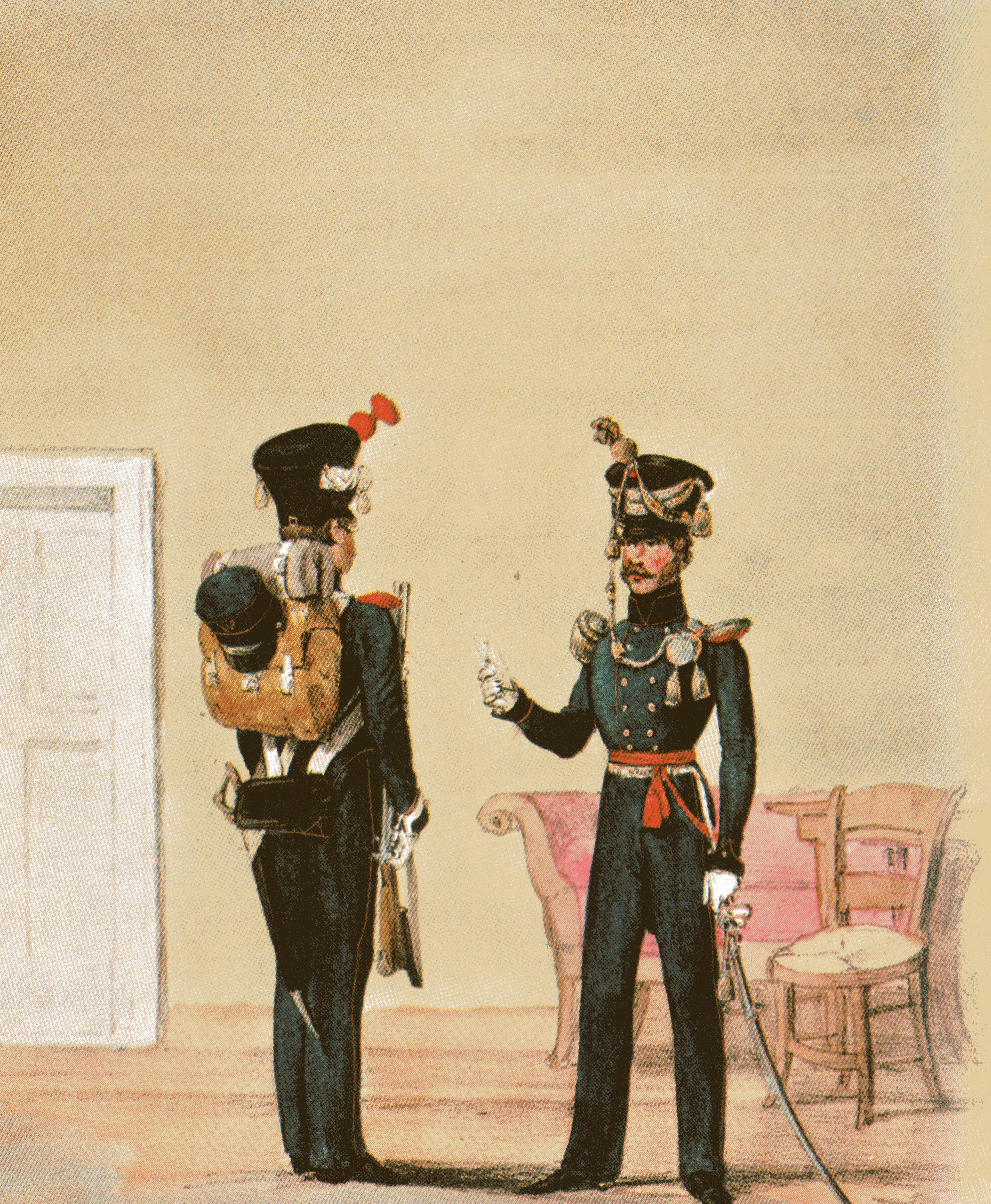
Königlich Württembergische Landjäger um 1840. Links ein Landjäger, rechts ein Hauptmann

Das Königlich Württembergische Landjägerkorps bildete von 1807 bis 1918 die Gendarmerie des Königreichs Württemberg. Der Begriff Landjäger wurde nach 1918 auch von der Königlich Preußischen Landgendarmerie übernommen.

## Vorläufer

### Das Landreuterkorps (1808/09)
Aufgrund einer Generalverordnung König Friedrichs vom 11. September 1807 wurde zur Aufrechterhaltung der öffentlichen Sicherheit das Landreuterkorps eingerichtet. Seine Aufgaben bestanden in der Überwachung von Fremden, Vagabunden und Bettlern, die Anzeige von Gesetzesübertretungen, die Begleitung der Postwagen und der Schutz von „ihnen anvertrauten Personen und Sachen“. Bis zur Aufstellung des Korps waren für diese Aufgaben die lokalen unteren Polizeibehörden wie Polizeibeamte und Polizeidiener, Tor- und Nachtwächter, Zoll-, Feld- und Waldschützen sowie den so genannten Hatschieren zuständig. In Oberschwaben nahm diese Aufgaben eine Art Polizeisöldnertruppe des Grafen Schenk von Castel in Oberdischingen, auch als Malefizschenk bekannt, wahr.
Das Korps besaß kurz nach einer Gründung eine etatmäßige Stärke von
- 3 Offizieren,
- 1 Quartiermeister,
- 12 Unteroffiziere,
- 200 Mann,
- 212 Pferde.

Kommandeur war Major von Beulwitz, der sein Quartier in Stuttgart hatte. Am 1. Januar 1808 wurde der Dienst aufgenommen. Die Uniform bestand aus dunkelblauem Kollett, einer weißen Weste, weißen Beinkleidern, hohen Stiefeln, einem Hut und einem blauen Mantel. Die Bewaffnung bestand aus einem Säbel, einem Karabiner, zwei Pistolen und einer Patronentasche an einem kreuzweise getragenen weißen Bandelier.
Wie zahlreiche andere deutsche Gendarmerien auch, unterstanden die Landreuter organisatorisch den Militärbehörden, in der Ausübung des Dienstes jedoch den Kreishauptmännern, in deren Kreis sie dienten. Der Kreishauptmann verfügte die Einteilung der Reiter, die vor Ort den unteren Verwaltungsbehörden wie den Ober- und Patrimonialbeamten unterstanden.
Schon unmittelbar nach Dienstantritt forderten die Kreisämter des Schwarzwalds den Einsatz von unberittenen Reitern (also Fußgendarmen), da aufgrund der topographischen Bedingungen der Einsatz von Kavalleristen wenig sinnvoll erschien. Bereits am 29. Januar 1808 wurde daher vom König die Einstellung von 37 unberittenen Landreutern verfügt. Bereits Mitte des Jahres wurde die Truppe informell als Landdragonerkorps bezeichnet.

### Das Landdragonerkorps (1809–1811)
Am 27. Mai 1809 wurde das Landreuterkorps formal in Landdragonerkorps umbenannt. Die unberittenen Landdragoner erhielten die Bezeichnung Landfüsiliere. Die Stärke betrug nun:
- 1 Kommandeur (Generalmajor),
- 4 Offiziere (zwei beritten, zwei unberitten),
- 2 Quartiermeister,
- 28 Unteroffiziere (14 Landdragoner, 14 Landfüsiliere),
- 293 Dragonern und Füsilieren (130/163).

In Stuttgart und Ludwigsburg waren kleine Reserven stationiert. 1809 wurde das Korps zur Überwachung durchziehender österreichischer Kriegsgefangener und französischer Verwundeter eingesetzt, um Ausschreitungen gegenüber der Bevölkerung zu verhindern.

### Das Gendarmeriekorps (1811–1823)
Offenbar nach dem Vorbild der französischen Gendarmerie impériale wurde das Landdragonerkorps aufgrund eines königlichen Befehls vom 6. Juni 1811 vollständig umstrukturiert und erhielt den Namen Königliche Gendarmerie. Stärke:
- 1 Kommandeur (Oberst),
- 8 Offiziere (Leutnants),
- 1 Wachtmeister,
- 1 Quartiermeister,
- 12 Korporale,
- 140 Gemeine zu Pferd,
- 2 Feldwebel,
- 1 Quartiermeister,
- 200 Gemeine zu Fuß.

Der Kommandeur und die beiden Quartiermeister residierten in Stuttgart; Stuttgart und Ludwigsburg waren Oberpolizeidirektionen. Während der Befreiungskriege wurde das Korps erheblich verstärkt. Russische, österreichische und bayerische Truppen wurden bei ihrem Durchzug durch Württemberg von den Gendarmen begleitet und zum Schutz der Einwohner auch lokal stationiert, so im Raum Gerabronn, Crailsheim und Blaufelden. 
Nach dem Ende der Koalitionskriege wurde die Gendarmerie wieder verringert. 1817 erhielt sie analog zur Armee eine neue Uniform: Einen langen dunkelblauen Rock, lange dunkelblaue Beinkleider und einen Filztschako. 1819 erfolgte eine Verwaltungsreform, mit der das Königreich in die Haupt- und Residenzstadt Stuttgart und 63 Oberämter eingeteilt wurde. Diese Einteilung bestand noch 1907. Im Zuge dieser Reform wurde auch das Personal des Gendarmeriekorps völlig erneuert. Einteilung und Stärke ab 1821:
- 1 Kommandeur (Oberst),
- 4 Bezirkskommandanten,
- 1 Stabsquartiermeister,
- 1 Quartiermeister,
- 64 Stationskommandanten (1 für Stuttgart und 63 für die Oberämter),
- 225 Gemeine.

Bezüglich ihrer Dienstleistungen unterstand das Korps ausschließlich dem Innenministerium, disziplinarisch den Militärbehörden, in allen anderen Fällen jedoch der bürgerlichen Gerichtsbarkeit. 1822 erfolgte eine generelle Standeserhöhung um einen Dienstgrad.

## Das Landjägerkorps (1823–1918)
Aufgrund einer königlichen Verordnung vom 26. März 1823 wurde das Gendarmeriekorps in Landjägerkorps umbenannt. Die Hintergründe sind unbekannt. Der Landjägerdienst war offenbar so unbeliebt, dass der Personalbedarf nicht durch Freiwillige, sondern durch Abordnungen aus dem Linienmilitär gedeckt werden musste. Bis 1852 stieg der Personalbestand auf 536 Mann an. 1842 wurde eine Witwen- und Waisenkasse eingerichtet.
Aufgrund des Hungerjahrs 1847 und der Revolution von 1848/49 kamen die Landjäger verstärkt zum Einsatz. 1848 wurde der erste Eisenbahngefangenenwagen eingeführt, gleichzeitig die Begleitung der Postwagen aufgehoben. 1854 wurde eine Dienstvorschrift eingeführt, die auch 1907 noch im Gebrauch war. 1859 wurden die dunkelblauen Beinkleider durch dunkelgraue ersetzt, 1864 die Tornister abgeschafft und das Korps um 50 Mann reduziert. 1864 wurde eine neue Uniform eingeführt: Dunkelblaue Dienstmütze, dunkelblauer, zweireihiger Waffenrock und dunkelgraue Beinkleider.
Während des Deutschen Krieges zogen am 1. August 1866 preußische Truppen in Württemberg ein, woraufhin sich die Landjäger auf unbesetztes Territorium zurückzogen. Bereits am 9. August konnten sie in die besetzten Gebiete wieder zurückkehren und ihren Dienst wieder aufnehmen.
1872 wurde eine Uniform nach Muster der preußischen Gendarmerie, jedoch mit zweireihigem Waffenrock, eingeführt einschließlich des Helms (Pickelhaube). 1893 wurde wie in Preußen der einreihige Waffenrock eingeführt, 1902 eine feldgraue Litewka.
Durch die Ernennung der Stationskommandanten und Mannschaften der Landjäger zu Hilfsbeamten der Staatsanwaltschaft durch eine königliche Verordnung vom 27. September 1879 wurde das Aufgabenfeld des Korps erheblich erweitert, wodurch erstmals eine spezifische juristische Schulung der Landjäger notwendig wurde. Da offenbar in Württemberg bis mindestens 1907 keine Gendarmerieschulen wie in Preußen oder Bayern eingerichtet wurden, absolvierten die Landjäger vier-, sechs- und achtwöchige Kurse auf lokaler Ebene. Eine besondere Dienstanweisung wurde erst im Oktober 1890 eingeführt. Ab 1899 wurden die als Stationskommandanten anstehenden Oberjäger eigens in vierwöchigen Kursen beschult, zuerst durch einen Regierungsbeamten, ab 1907 durch einen Beamten der Staatsanwaltschaft. 1906 wurden für die Stationskommandanten auch alljährlich vierzehntägige Kurse zur Besprechung von wichtigen Gesetzen und dienstlicher Vorkommen eingeführt.
Ab 1904 wurden die Landjägerstationen, ausgehend von Stuttgart, nach und nach an das Fernsprechnetz angeschlossen. Ab 1902 wurden Fahrräder eingeführt, in Verbindung damit Revolver. Das Mitführen der Revolver war jedoch nur bei bestimmten Einsätzen (mit dem Fahrrad, bei Hausdurchsuchungen und Gefangenentransporten auf der Eisenbahn) vorgesehen.
1907 betrug die Personalstärke vier Offiziere und 601 Landjäger, die in 65 Haupt- und 348 Nebenstellen Dienst versahen.
1918 dankte König Wilhelm II. aufgrund der Novemberrevolution ab. Zwar entfiel der Begriff „Königlich“, jedoch wurde der Terminus „Landjägerkorps“ beibehalten. Vermutlich wurde das Korps umgehend, analog zu Preußen, vollständig dem Innenministerium unterstellt.